# Çandarlı Halil Paşa
Çandarlı Halil Paşa (c. siglo XV - 1 de junio de 1453) fue Gran Visir del Imperio Otomano de 1439 a 1453, durante los últimos años del sultán Murad II y los primeros de Mehmed II. Era un descendiente de la poderosa familia Çandarlı: su abuelo Çandarlı Halil Pasha el Viejo, su tío y su padre también habían ocupado el mismo cargo.
Durante la década de 1440, emergió como un factor regulador en el imperio, teniendo en ocasiones mayor poder que el sultán. Esto eventualmente le costó la vida, ya que Muhammad no estaba dispuesto a compartir su poder con otros y lo ejecutó tan pronto como capturó Constantinopla.
Así pasó a la historia como el primer gran visir en ser ejecutado.